# 400 mètres masculin aux championnats du monde d'athlétisme 2011
Navigation
Berlin 2009 Moscou 2013
L'épreuve du 400 mètres masculin des championnats du monde de 2011 a lieu s'est déroulée du 28 au 30 août 2011 dans le Stade de Daegu en Corée du Sud. Elle est remportée par le Grenadin Kirani James.

## Records et performances

### Records
Les records du 400 m hommes (mondial, des championnats et par continent) étaient avant les championnats 2011 les suivants.
| Record                    | Athlète               | Pays                             | Temps   | Lieu      | Date              |
| ------------------------- | --------------------- | -------------------------------- | ------- | --------- | ----------------- |
| Record du monde           | Michael Johnson       | États-Unis                       | 43 s 18 | Séville   | 26 août 1999      |
| Record des championnats   | Michael Johnson       | États-Unis                       | 43 s 18 | Séville   | 26 août 1999      |
| Record d'Afrique          | Gary Kikaya           | République démocratique du Congo | 44 s 10 | Stuttgart | 9 septembre 2006  |
| Record d'Asie             | Mohamed Amer Al-Malky | Oman                             | 44 s 56 | Budapest  | 12 août 1988      |
| Record d'Amérique du Nord | Michael Johnson       | États-Unis                       | 43 s 18 | Séville   | 26 août 1999      |
| Record d'Amérique du Sud  | Sanderlei Parrela     | Brésil                           | 44 s 29 | Séville   | 26 août 1999      |
| Record d'Europe           | Thomas Schönlebe      | Allemagne de l'Est               | 44 s 33 | Rome      | 3 septembre 1987  |
| Record d'Océanie          | Darren Clark          | Australie                        | 44 s 38 | Séoul     | 26 septembre 1988 |

### Meilleures performances de l'année 2011
Les dix coureurs les plus rapides de l'année sont, avant les championnats (au 14 août 2011 ), les suivants. Les deux meilleurs temps sont réalisés par les Grenadins Kirani James et Rondell Bartholomew.
|    | Athlète             | Pays                        | Temps   | Date            |
| -- | ------------------- | --------------------------- | ------- | --------------- |
| 1  | Kirani James        | Grenade                     | 44 s 61 | 5 août 2011     |
| 2  | Rondell Bartholomew | Grenade                     | 44 s 65 | 2 avril 2011    |
| 3  | Tony McQuay         | États-Unis                  | 44 s 68 | 25 juin 2011    |
| 4  | Jermaine Gonzales   | Jamaïque                    | 44 s 69 | 29 juillet 2011 |
| 5  | Kévin Borlée        | Belgique                    | 44 s 74 | 9 juillet 2011  |
| 5  | LaShawn Merritt     | États-Unis                  | 44 s 74 | 29 juillet 2011 |
| 7  | Demetrius Pinder    | Bahamas                     | 44 s 78 | 25 juin 2011    |
| 8  | Chris Brown         | Bahamas                     | 44 s 79 | 29 juillet 2011 |
| 8  | Angelo Taylor       | États-Unis                  | 44 s 82 | 29 juillet 2011 |
| 9  | Tabarie Henry       | Îles Vierges des États-Unis | 44 s 83 | 2 avril 2011    |
| 10 | L.J. van Zyl        | Afrique du Sud              | 44 s 86 | 26 mars 2011    |

## Critères de qualification
Pour se qualifier pour les Championnats (minima A), il fallait avoir réalisé moins de 45 s 25 entre le 1er octobre 2010 et le 15 août 2011. Le minima B est de 45 s 70.

## Résultats

### Finale

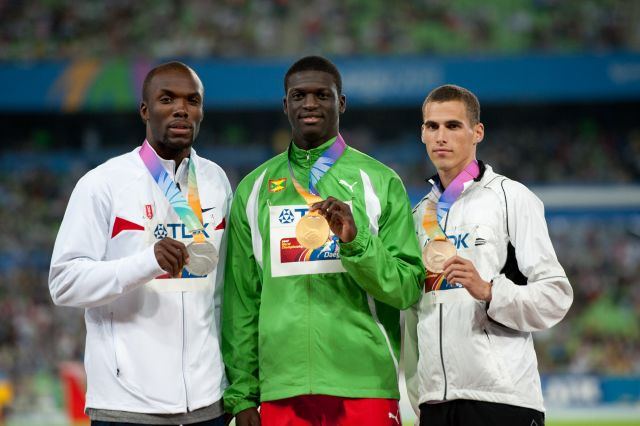
Podium du 400 m masculin

| Rang               | Athlète             | Temps        |
| ------------------ | ------------------- | ------------ |
| Médaille d'or      | Kirani James        | 44 s 60 (PB) |
| Médaille d'argent  | LaShawn Merritt     | 44 s 63      |
| Médaille de bronze | Kévin Borlée        | 44 s 90      |
| 4                  | Jermaine Gonzales   | 44 s 99      |
| 5                  | Jonathan Borlée     | 45 s 07      |
| 6                  | Rondell Bartholomew | 45 s 45      |
| 7                  | Tabarie Henry       | 45 s 55      |
| 8                  | Femi Ogunode        | 45 s 55      |

### Demi-finales
Les deux premiers athlètes de chaque course (Q) et les deux plus rapide (q) se qualifient pour la finale.
| Rang | Athlète         | Temps       |
| ---- | --------------- | ----------- |
| 1    | LaShawn Merritt | 44 s 76 (Q) |
| 2    | Kévin Borlée    | 45 s 02 (Q) |
| 3    | Rabah Yousif    | 45 s 43     |
| 4    | Renny Quow      | 45 s 72     |
| 5    | Ramon Miller    | 45 s 88     |
| 6    | Yūzō Kanemaru   | 46 s 11     |
| 7    | William Collazo | 46 s 13     |
| 8    | Erison Hurtault | 46 s 41     |

| Rang | Athlète            | Temps       |
| ---- | ------------------ | ----------- |
| 1    | Kirani James       | 45 s 20 (Q) |
| 2    | Tabarie Henry      | 45 s 53 (Q) |
| 3    | Chris Brown        | 45 s 54     |
| 4    | Jamaal Torrance    | 45 s 73     |
| 5    | Nery Brenes        | 45 s 93     |
| 6    | Marcin Marciniszyn | 45 s 94     |
| 7    | Martyn Rooney      | 46 s 09     |
| 8    | Riker Hylton       | 46 s 99     |

| Rang | Athlète             | Temps            |
| ---- | ------------------- | ---------------- |
| 1    | Jermaine Gonzales   | 44 s 99 (Q)      |
| 2    | Jonathan Borlée     | 45 s 14 (Q)      |
| 3    | Rondell Bartholomew | 45 s 17 (q)      |
| 4    | Femi Ogunode        | 45 s 41 (q) (SB) |
| 5    | Greg Nixon          | 45 s 51          |
| 6    | Pavel Trenikhin     | 45 s 68          |
| 7    | Demetrius Pinder    | 45 s 87          |
| 8    | Oscar Pistorius     | 46 s 19          |

### Séries
Les quatre premiers de chaque séries (Q) plus les quatre meilleurs temps (q) se qualifient pour les quarts de finale.
| Rang | Athlète             | Temps          |
| ---- | ------------------- | -------------- |
| 1    | Rondell Bartholomew | 44 s 82 Q      |
| 2    | Renny Quow          | 44 s 84 (SB) Q |
| 3    | Greg Nixon          | 45 s 16 Q      |
| 4    | Tabarie Henry       | 45 s 22 Q      |
| 5    | Riker Hylton        | 45 s 54 q      |
| 6    | Mathieu Gnanligo    | 47 s 01        |
| 7    | Nelson Stone        | 47 s 86        |
| 8    | Kerfalla Camara     | 49 s 74 (PB)   |

| Rang | Athlète                   | Temps        |
| ---- | ------------------------- | ------------ |
| 1    | Jermaine Gonzales         | 45 s 12 Q    |
| 2    | Jamaal Torrance           | 45 s 44 Q    |
| 3    | Marcin Marciniszyn        | 45 s 51 Q    |
| 4    | Demetrius Pinder          | 45 s 53 Q    |
| 5    | Erison Hurtault           | 46 s 10 q    |
| 6    | Nicolau Palanca           | 49 s 37 (SB) |
| 7    | Ak. Hafiy Tajuddin Rositi | 50 s 12      |

| Rang | Athlète           | Temps          |
| ---- | ----------------- | -------------- |
| 1    | LaShawn Merritt   | 44 s 35 (WL) Q |
| 2    | Kévin Borlée      | 44 s 77 Q      |
| 3    | Rabah Yousif      | 45 s 20 Q      |
| 4    | Yuzo Kanemaru     | 45 s 51 Q      |
| 5    | Pavel Trenikhin   | 45 s 55 (PB) q |
| 6    | Arnold Sorina     | 48 s 76 (SB)   |
|      | Gary Kikaya       | DNS            |
|      | Arismendy Peguero | DNS            |

| Rang | Athlète         | Temps          |
| ---- | --------------- | -------------- |
| 1    | Kirani James    | 45 s 12 Q      |
| 2    | Jonathan Borlée | 45 s 16 Q      |
| 3    | Ramon Miller    | 45 s 31 (SB) Q |
| 4    | William Collazo | 45 s 89 Q      |
| 5    | ParkBonggo      | 46 s 42 (SB)   |
| 6    | Pako Seribe     | 46 s 97        |
| 7    | Augusto Stanley | 47 s 31        |
| 8    | Bahaa Al Farra  | 49 s 04 (PB)   |

| \| Rang \| Athlète \| Temps \| \| ---- \| ------------------------ \| -------------- \| \| 1 \| Chris Brown \| 45 s 29 Q \| \| 2 \| Martyn Rooney \| 45 s 30 (SB) Q \| \| 3 \| Oscar Pistorius \| 45 s 39 Q \| \| 4 \| Femi Ogunode \| 45 s 42 (SB) Q \| \| 5 \| Nery Brenes \| 45 s 47 q \| \| 6 \| Tony McQuay \| 46 s 76 \| \| 7 \| Ahmed Mohamed Al-Merjabi \| 47 s 99 \| \| \| Abdou Razack Rabo Samma \| DQ \| |                          |                |
| Rang | Athlète                  | Temps          |
| 1 | Chris Brown              | 45 s 29 Q      |
| 2 | Martyn Rooney            | 45 s 30 (SB) Q |
| 3 | Oscar Pistorius          | 45 s 39 Q      |
| 4 | Femi Ogunode             | 45 s 42 (SB) Q |
| 5 | Nery Brenes              | 45 s 47 q      |
| 6 | Tony McQuay              | 46 s 76        |
| 7 | Ahmed Mohamed Al-Merjabi | 47 s 99        |
| | Abdou Razack Rabo Samma  | DQ             |

## Légende
Records et Performances
- AR : Record continental (area record)
- CR : Record des championnats (championship record)
- MR : Record du meeting (meet record)
- NR : Record national (national record)
- OR : Record olympique (olympic record)
- PR : Record paralympique (paralympic record)
- PB : Record personnel (personal best)
- SB : Meilleure performance personnelle de la saison (season's best)
- WL : Meilleure performance mondiale de l'année (world leader)
- WJR : Record du monde junior (world junior record)
- WR : Record du monde (world record)

Circonstances et Conditions
- DNF : N'a pas terminé (did not finish)
- DNS : N'a pas pris le départ (did not start)
- DQ : Disqualification (disqualification)
- NM : Aucun essai valable enregistré (No Mark)
- Q : Qualifié « directement » au prochain tour (ou à la prochaine compétition), lors d'une compétition majeure, grâce au classement ou à la réalisation des minima (automatic qualifier)
- q : Qualifié au prochain tour (ou à la prochaine compétition), lors d'une compétition majeure, grâce au repêchage ou à la réalisation de l'une des meilleures performances parmi celles des « non qualifiés directement » (grâce au meilleur temps ou à la meilleure distance par exemple) (secondary qualifier)